# Ever Cancel
Ever Cancel Bigas (24 gennaio 2001) è un pallavolista portoricano, centrale degli Indios de Mayagüez.

## Carriera

### Club
La carriera di Ever Cancel inizia nei tornei scolastici portoricani, giocando con il Colegio San Benito. In seguito si trasferisce negli Stati Uniti d'America per motivi accademici, entrando a far parte della squadra di pallavolo maschile della Jamestown, con cui partecipa alla NAIA Division I dal 2020 al 2023. 
Terminata l'esperienza universitaria, rientra in patria per partecipare alla Liga de Voleibol Superior Masculino 2023 coi Plataneros de Corozal, mentre nella stagione seguente passa agli Indios de Mayagüez.